# República Checa nos Jogos Olímpicos de Inverno da Juventude de 2012
A República Checa competiu nos Jogos Olímpicos de Inverno da Juventude de 2012, realizados em Innsbruck, Áustria.